# 蒙大拿領地

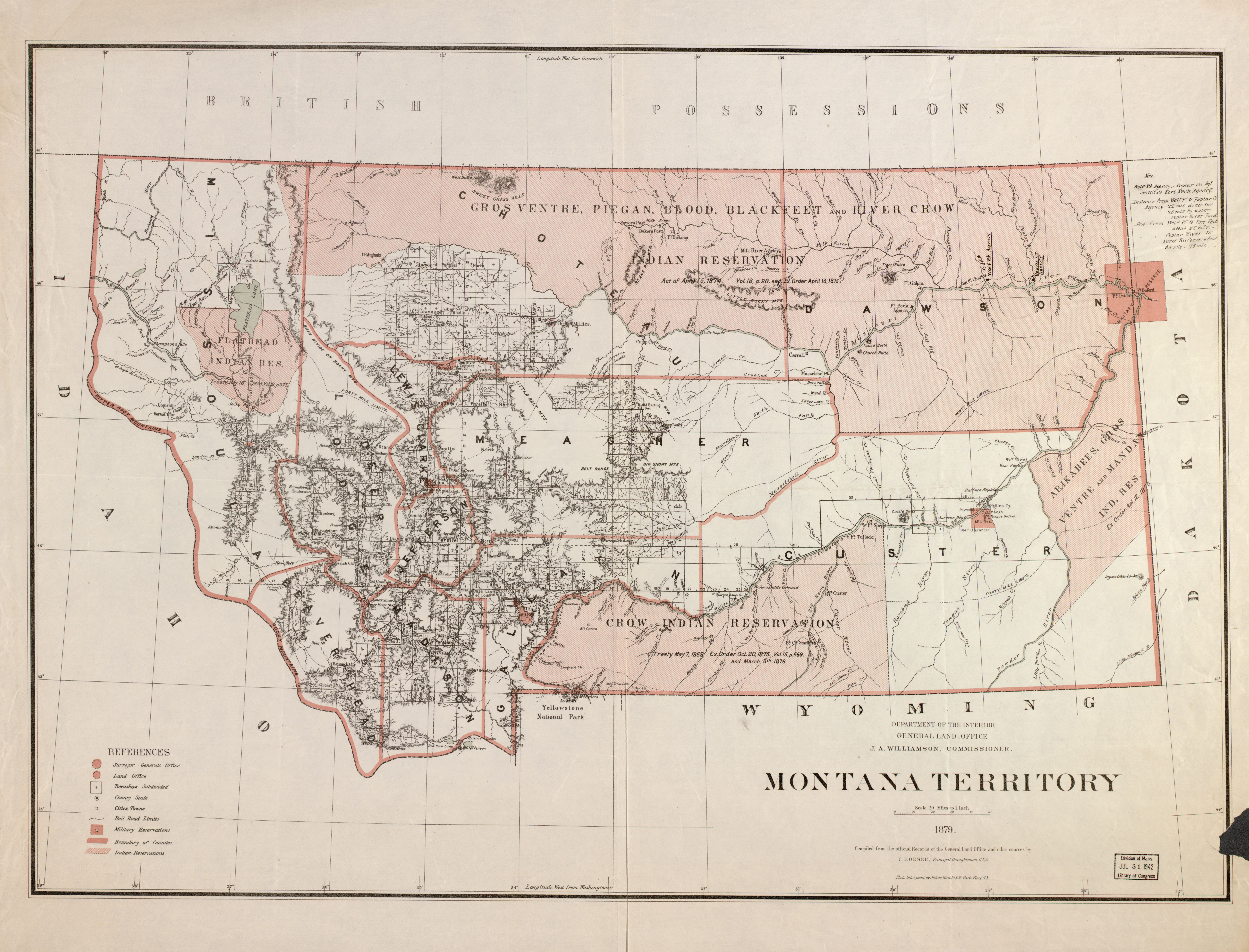
蒙大拿領地

蒙大拿領地（英語：Territory of Montana）是美國歷史上的一個合併建制領土，存在於1864年5月26日至1889年11月8日之間，之後升格為美國第41個州蒙大拿州。蒙大拿領地系自愛達荷領地分裂誕生。愛達荷領地在蒙大拿領地分裂之後部分領土又劃回達科他領地。